# Asociación de Judíos Nacionales Alemanes
La Asociación de Judíos Nacionales Alemanes (en alemán Verband nationaldeutscher Juden), coloquialmente conocida como Judíos por Hitler, fue una asociación alemana de judíos fundada en 1921 que apoyaba al Partido Nazi y su líder Adolf Hitler. 
El objetivo de la asociación era la asimilación total de los judíos a la comunidad alemana, la autoerradicación de la identidad judía y la expulsión de Alemania de los inmigrantes judíos de Europa del Este. Su líder Max Naumann se oponía especialmente a los sionistas, a los que consideraba racistas e imperialistas, y a los judíos de Europa del Este (Ostjuden), que consideraba racial y espiritualmente inferiores.
Estuvo conformada, sobre todo, por miembros de la clase media anticomunista, pequeños empresarios y propietarios contrarios al movimiento obrero, profesionales autoempleados (como médicos o abogados), nacionalistas conservadores y veteranos derechistas de la Primera Guerra Mundial, muchos de los cuales creían que el antisemitismo nazi sólo era una herramienta retórica para "movilizar a las masas".
Contribuía a hacerlos sentirse falsamente seguros que, debido a su explotación de la política de la respetabilidad, sus miembros caían simpáticos a ciertos sectores del III Reich y no era raro que los congratularan con expresiones como: "¡Si todos los judíos fueran como vosotros...!". Por ello, tardaron en darse cuenta del carácter esencialmente racista del antisemitismo nazi, para el que en último término no existe diferencia alguna entre miembros de las razas inferiores con independencia de lo que hagan o digan.
El órgano oficial de la asociación era la publicación mensual del Der nationaldeutsche Jude editada por Max Naumann. La revista tenía una tirada de 6000 ejemplares en 1927. La Biblioteca de la Universidad Johann Wolfgang Goethe en Fráncfort del Meno (Alemania) mantiene un archivo digitalizado de casi todos sus números entre 1925 y 1934.
Entre las actividades de la asociación se encontraba la lucha contra el boicot internacional antinazi a los productos alemanes. También emitió un manifiesto que afirmaba que los judíos estaban siendo tratados justamente.
Otro grupo judío más pequeño, intelectual y activista que también apoyaba al Partido Nazi fue la Vanguardia Alemana (Deutscher Vortrupp) de Hans-Joachim Schoeps.
Finalmente, con el régimen nazi completamente implantado, el 18 de noviembre de 1935 la asociación fue declarada ilegal y su líder, Max Naumann, enviado al campo de concentración de Columbia, Fue liberado a las pocas semanas por enfermedad y murió en 1939 de cáncer. Sin embargo, la inmensa mayoría de miembros de la Asociación y sus familias, como el resto de judíos alemanes, fueron exterminados en el Holocausto.